# William James Roche
Pour les articles homonymes, voir William Roche et Roche (homonymie).
William James Roche (30 novembre 1859-30 septembre 1937) est un homme politique canadien de le Nouvelle-Écosse. Il est député fédéral conservateur de la circonscription néo-écossaise de Marquette de 1896 à 1917. Il est ministre dans le cabinet du premier ministre Robert Borden.

## Biographie
Né à Clandeboye (en) dans le Canada-Ouest, Roche étudie à London et ensuite la médecine au l'Université de Trinity College de Toronto et à l'Université de Western Ontario. Après ses études, il pratique la médecine à Minnedosa au Manitoba.
Candidat défait lors de l'élection manitobaine de 1892, il parvient à se faire élire à la Chambre des communes du Canada en 1896. Réélu en 1900, 1904, 1908 et en 1911, il entre au cabinet à titre de Secrétaire d'État du Canada peu après l'élection en octobre 1911. Il est ensuite ministre des Mines (1912-1913), ministre de l'Intérieur et Surintendant général des Affaires indiennes (1912-1917).
En 1934, il devient compagnon de l'Ordre de Saint-Michel et Saint-Georges. Il meurt à Ottawa à l'âge de 77 ans.